# S Ursae Minoris
Désignations

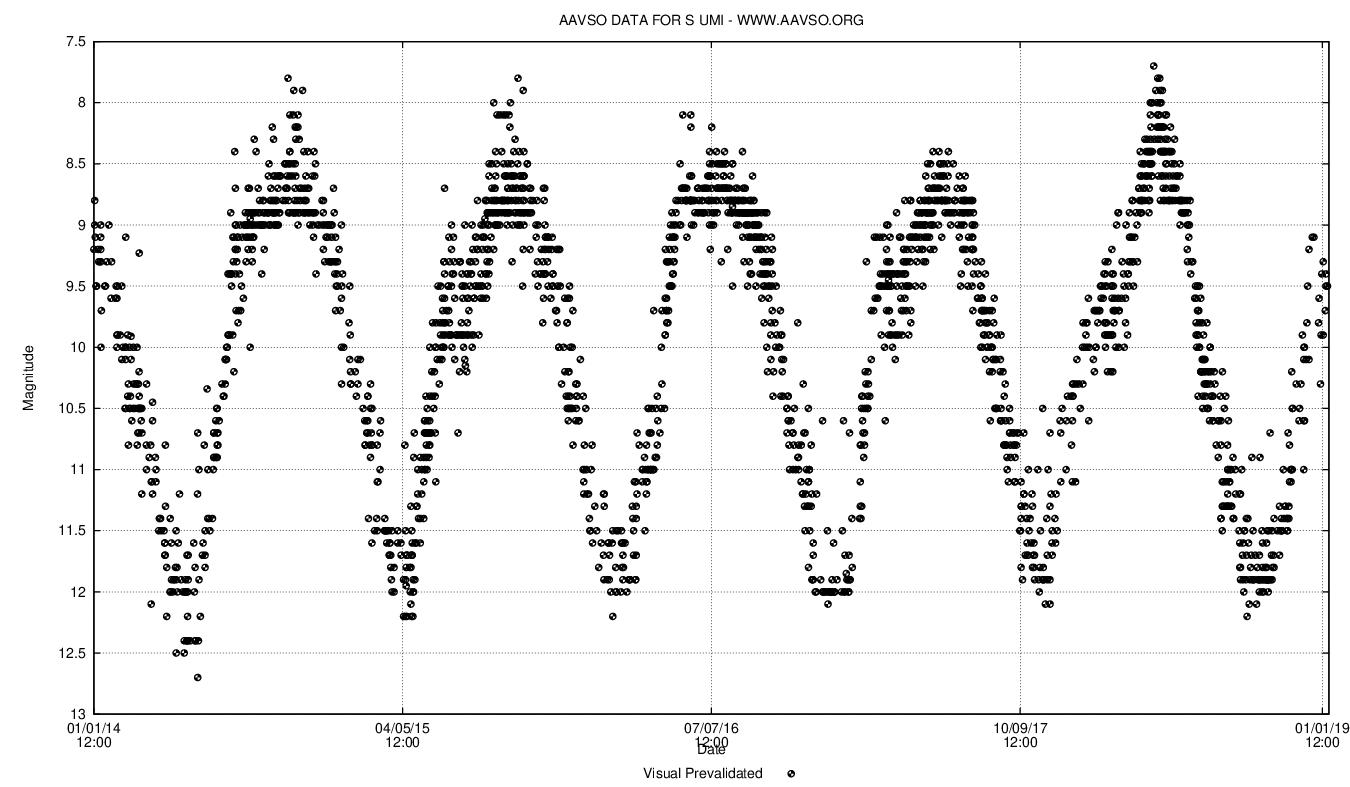
Courbe de lumière de S Ursae Minoris entre 2014 et 2019.

S Ursae Minoris est une étoile de la constellation de la Petite Ourse. Cette géante rouge dont le type spectral varie de M6e à M9e est une étoile variable de type Mira, dont la magnitude varie de 7,5 à < 13,2 sur une période de 331 jours. Elle est localisée à environ ∼ 1 280 a.l. (∼ 392 pc) de la Terre et elle se rapproche de nous selon une vitesse radiale de −40 km/s.